# Svetlana Vaynblat
 (mai 2023).
Si vous disposez d'ouvrages ou d'articles de référence ou si vous connaissez des sites web de qualité traitant du thème abordé ici, merci de compléter l'article en donnant les références utiles à sa vérifiabilité et en les liant à la section « Notes et références ».
Svetlana Vaynblat, née à Leningrad (URSS) le 24 mai 1971, est une monteuse française, russe et américaine, qui vit en France, à Paris.

## Biographie
Après des études de piano commencées dans son enfance à Leningrad et terminées à la Manhattan School of Music de New York, Svetlana Vaynblat est devenue monteuse à Paris.

## Filmographie

### Cinéma
- 2021 : Et j'aime à la fureur d'André Bonzel, présenté au festival de Cannes en 2021 en sélection officielle Cannes Classics
- 2016 : Le Gang des Antillais de Jean-Claude Barny
- 2012 : Rengaine de Rachid Djaidani, présenté à Cannes en 2012 à la Quinzaine des réalisateurs, prix FIPRESCI du Festival de Cannes
- 2012 : J'enrage de son absence de Sandrine Bonnaire, présenté à Cannes en 2012 à la Semaine de la critique
- 2010 : Mumu de Joël Séria
- 2008 : Mesrine : ennemi public nº 1 de Jean-François Richet (monteur additionnel)
- 2008 : Elle s'appelle Sabine de Sandrine Bonnaire, présenté au festival de Cannes en 2007 à la Quinzaine des réalisateurs, prix FIPRESCI du Festival de Cannes

### Télévision
- 2023 : Ménage à quatre, le Quatuor Arod de Bruno Monsaingeon
- 2022 : Moissons sanglantes : 1933, la famine en Ukraine de Guillaume Ribot : grand prix au FIPADOC 2023
- 2022 : Jane Campion, la femme cinéma de Julie Bertuccelli, présenté au festival de Cannes en 2022 en sélection officielle Cannes Classics
- 2021 : Intraitable de Marion Laine
- 2020 : Pornotropic : Marguerite Duras et l'illusion coloniale de Nathalie Masduraud et Valérie Urréa
- 2019 : Vie et destin du livre noir, la destruction des Juifs d'URSS de Guillaume Ribot
- 2018 : Ce soir-là et les jours d'après de Marion Laine
- 2017 : Marianne Faithfull de Sandrine Bonnaire, FIPA d'or du film musical
- 2017 : Mstislav Rostropovitch, l'archet indomptable de Bruno Monsaingeon, prix du meilleur portrait au festival international du film sur l'art
- 2014 : Jacques Higelin : ce que le temps a donné à l'homme de Sandrine Bonnaire